# Clinton Hart Merriam
Clinton Hart Merriam (5 de desembre de 1855 - 19 de març de 1942) fou un naturalista, ornitòleg, entomòleg, etnògraf, i zoòleg estatunidenc.

## Biografia
Va néixer a Nova York en 1855. El seu pare, Clinton Levi Merriam, va ser congressista. Estudia biologia i anatomia en la Universitat Yale, i obté el seu doctorat a l'Escola de Medicina i Cirurgia a la Columbia University en 1879.
Merriam va morir a Berkeley, Califòrnia el 1942.
La seva germana Florence Augusta Merriam Bailey va ser una ornitòloga pionera que va introduir guies pràctiques populars per a la identificació d'ocells. Es va casar amb Vernon Bailey un naturalista de camp i recol·lector soci durant molt temps de C. Hart Merriam. El seu net Leo Merriam Talbot (nascut el 1930) va ser un geògraf i ecologista que va ser membre dels equip de la UICN, que va redescobrir la daina persa en 1957, i secretari general de la UICN 1980-1983.

## Zoologia
En 1886 es va convertir en el primer cap de la Divisió d'Ornitologia i Mastozoologia Econòmica del Departament d'Agricultura dels Estats Units, predecessor del Centre d'Investigació Nacional de Vida Silvestre del Servei de Pesca i Fauna Salvatge dels Estats Units. En 1883 va ser membre fundador de la Unió Americana d'Ornitòlegs. Fou un dels membres fundadors de la National Geographic Society en 1888. Va desenvolupar el concepte de "zona de vida" per classificar els biomes trobats a Amèrica del Nord al llarg d'una seqüència altitudinal corresponent a la seqüència latitudinal zonal de l'Equador al Pol. En mastologia és conegut com un excessiu desglossador que va proposar, per exemple, desenes de diferents espècies d'os bru nord-americà en nombrosos gèneres.
En 1899 va ajudar el magnat ferroviari E. H. Harriman a organitzar un viatge d'exploració al llarg de la costa d'Alaska.
Algunes espècies d'animals que porten el seu nom són de gall dindi salvatge Merriam Meliagris gallopavo meriami, l'ara extingit cérvol Merriam Cervus elaphus merriami, i l'esquirol Merriam Tamias merriami.

## Nadius americans
Al final de la seva vida, fundada per la família Harriman, l'enfocament de Merriam va passar a estudiar i ajudar les tribus amerindis de l'oest dels Estats Units. Particularment notables són les seves contribucions als mites i etnogeografia de la Califòrnia central. Fou qui va popularitzar l'ús de l'endònim tongva per a aquest poble.

## Obres
- 1910. The dawn of the world : myths and weird tales told by the Mewan Indians of California (Arthur H. Clark Co., Cleveland) —
- 1896. Synopsis of the weasels of North America (Washington)
- 1877. Archive.org A review of the birds of Connecticut (Tuttle, Morehouse & Taylor, Printers, New Haven)